# Vitvingespinnare
Vitvingespinnare (Arctornis l-nigrum) är en fjärilsart som beskrevs av Mueller 1794. Vitvingespinnare ingår i släktet Arctornis och familjen tofsspinnare. Arten är reproducerande i Sverige. Inga underarter finns listade i Catalogue of Life.

## Bildgalleri

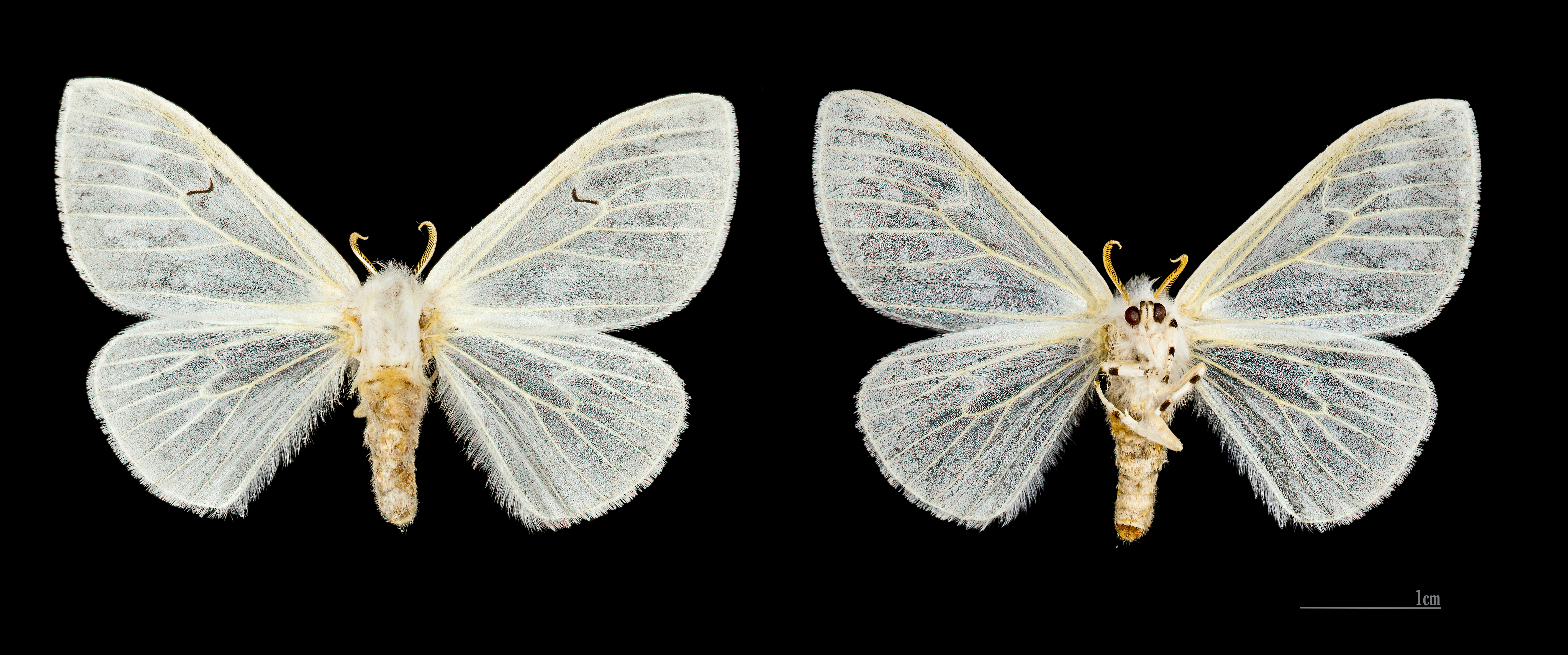
♀
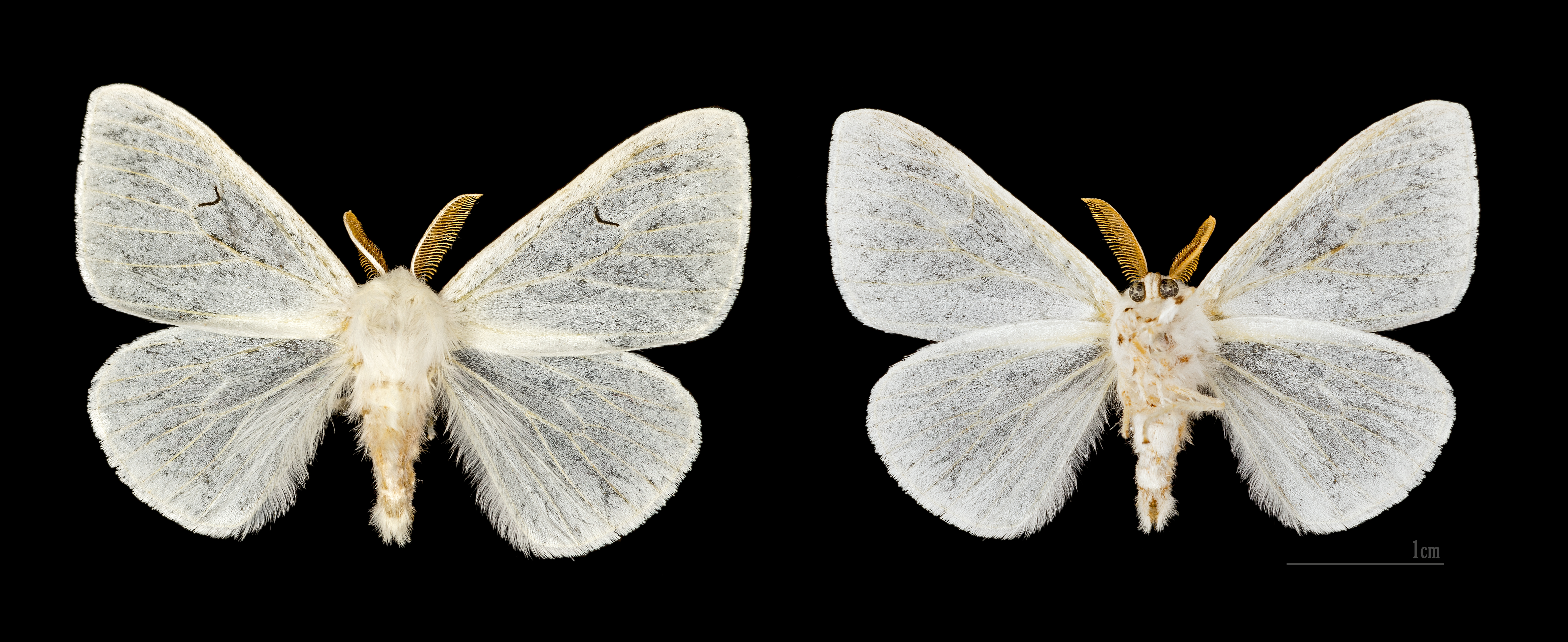
♂

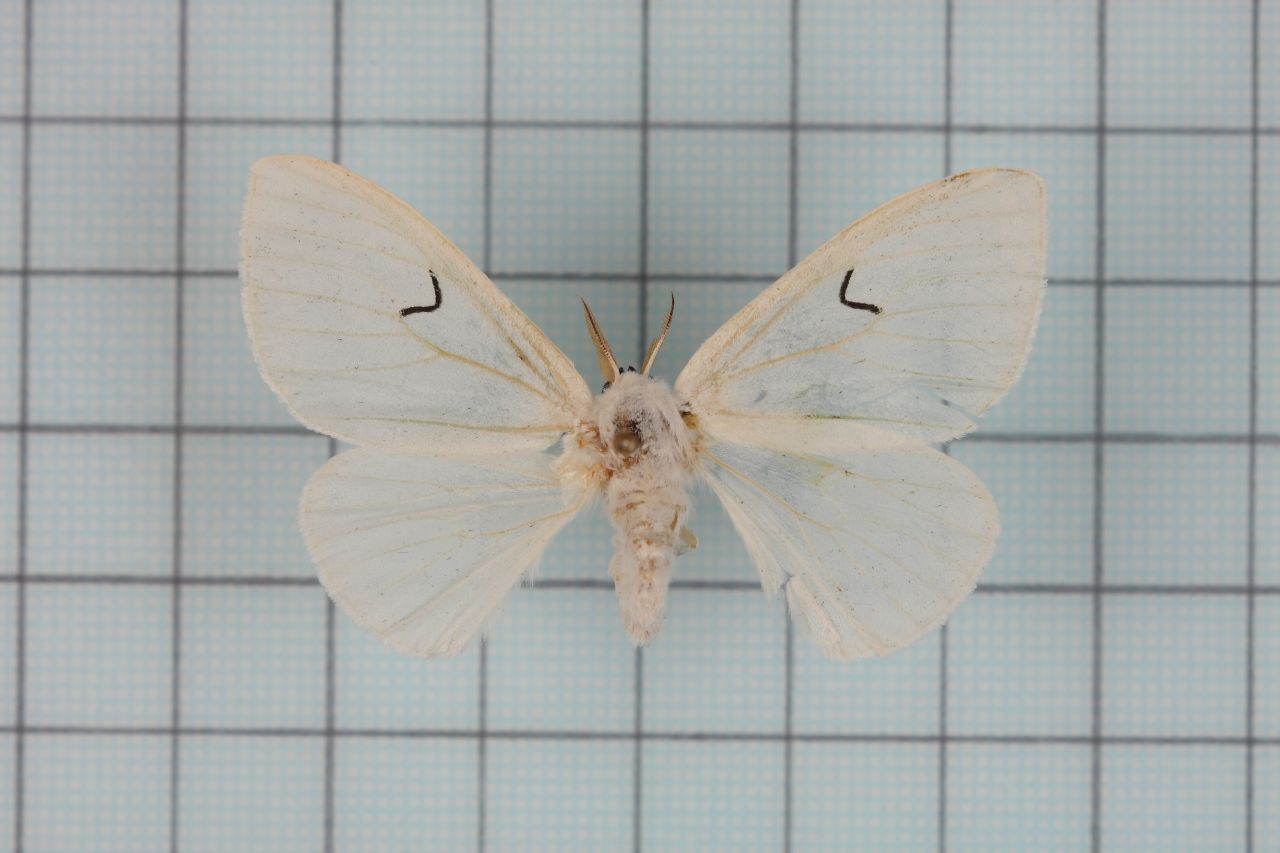
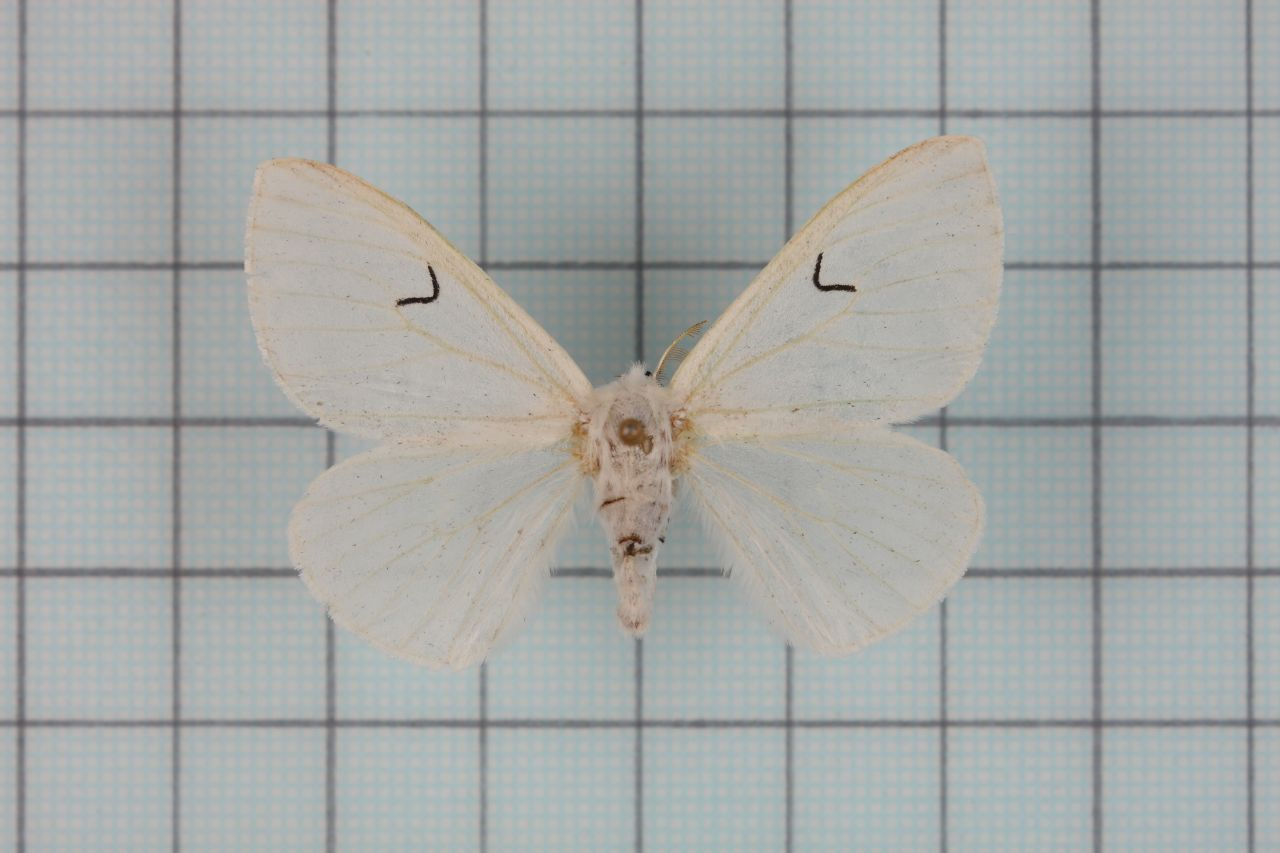
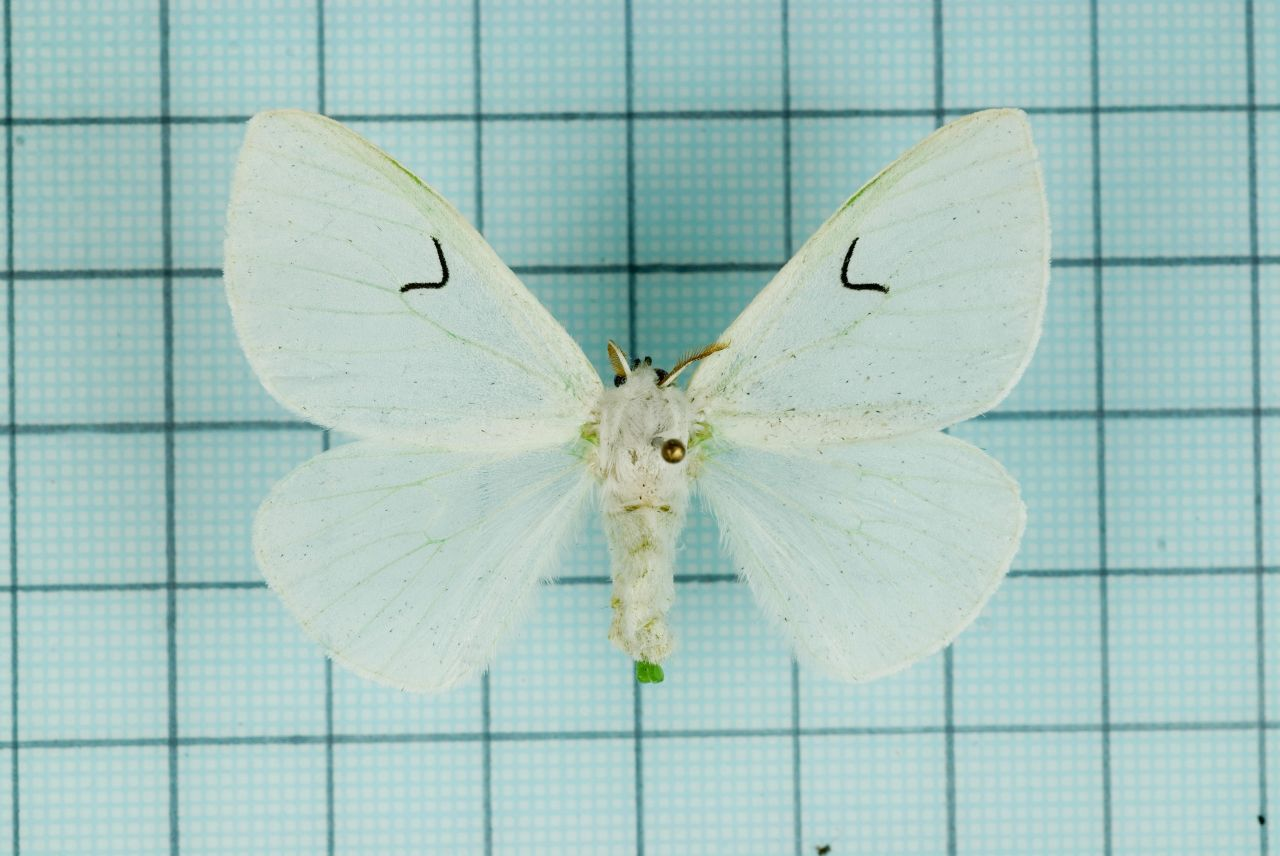